# Giovanni Filippo de Marini
Giovanni Filippo de Marini, né en 1608 à Gênes, République de Gênes et mort le 17 juillet 1682 à Macao, Empire portugais est un prêtre jésuite génois missionnaire en Chine, au Japon et au Vietnam.

## Biographie
L'histoire de Giovanni Filippo de Marini est en beaucoup d'aspect similaire à celle d'un autre jésuite italien Isidoro Lucci. Giovanni Filippo de Marini entre dans la Compagnie de Jésus en 1625 à Rome. Immédiatement après son noviciat et sa formation de jésuite il est envoyé en 1640 vers la Chine depuis Lisbonne. Il passe d'abord par Goa, avant de rejoindre Macao en 1643 après maintes péripéties. Il est d'abord aumônier des troupes portugaises au service de la dynastie Qing avant d'être envoyé dans le Tonkin à la suite de la chute de cette dernière. Comme celle d'Isidoro Lucci par la suite son action dans le Tonkin est compliquée et contrariée par l'existence de vives tensions entre jésuites et les Missions étrangères de Paris, tensions qui doivent être mises en parallèle avec l'existence d'une forte rivalité politique entre le Portugal et la France dans la région. Il est une première fois expulsé de la région en 1558 par Trinh Tac. En 1661 il est à Rome pour participer à la 11ème Congrégation générale en tant que représentant des Jésuites du Japon et milite pour l'envoi de plus de missionnaires en Asie. En 1666 il est au Japon avant d'être nommé supérieur en 1670. L'année suivante il est de retour au Tonkin mais pour en être expulsé à nouveau en 1673 à la suite d'intrigues avec les Missions étrangère de Paris et finit le reste de sa vie à Macao, une ville depuis laquelle il s'attelle à l'écriture et en particulier à publier son œuvre historiographique de la mission des Jésuites dans le Tonkin, Historia et relatione del Tunchino e del Giappone, œuvre apologétique des missions jésuites en Asie.